# Prionacalus uniformis
Prionacalus uniformis är en skalbaggsart som beskrevs av Waterhouse 1900. Prionacalus uniformis ingår i släktet Prionacalus och familjen långhorningar. Inga underarter finns listade i Catalogue of Life.